# 張展
張 展（ザン・ザン、簡体字:张 展、ピンイン:Zhang Zhan、1983年9月2日 - ）は、中華人民共和国の弁護士、フリーランスジャーナリストである。
2020年2月3日湖北省武漢市に入り、中国本土における2019年コロナウイルス感染症の流行状況の取材、発信を始めた。5月14日、失踪し、警察当局に拘束されたとみられた。6月下旬から上海市の留置場でハンガーストライキ。9月15日、悪意を持って虚偽情報を流したとして起訴され、12月28日、上海市浦東新区の裁判所から尋釁滋事罪（社会秩序騒乱罪）により懲役4年の判決を言い渡された。
2024年5月13日、上海市内の刑務所から出所。